# Grand Prix Formule 1 van Argentinië 1996
De Grand Prix Formule 1 van Argentinië 1996 werd gehouden op 7 april 1996 in Buenos Aires.

## Uitslag
| Positie | Nr | Rijder                | Team               | Ronden | Tijd/Opgave        | Startplaats | Punten |
| ------- | -- | --------------------- | ------------------ | ------ | ------------------ | ----------- | ------ |
| 1       | 5  | Damon Hill            | Williams-Renault   | 72     | 1:54:55.322        | 1           | 10     |
| 2       | 6  | Jacques Villeneuve    | Williams-Renault   | 72     | +12.167            | 3           | 6      |
| 3       | 3  | Jean Alesi            | Benetton-Renault   | 72     | +14.754            | 4           | 4      |
| 4       | 11 | Rubens Barrichello    | Jordan-Peugeot     | 72     | +55.131            | 6           | 3      |
| 5       | 2  | Eddie Irvine          | Ferrari            | 72     | +1:04.991          | 10          | 2      |
| 6       | 17 | Jos Verstappen        | Arrows-Hart        | 72     | +1:08.913          | 7           | 1      |
| 7       | 8  | David Coulthard       | McLaren-Mercedes   | 72     | +1:13.400          | 9           |        |
| 8       | 9  | Olivier Panis         | Ligier-Mugen-Honda | 72     | +1:14.295          | 12          |        |
| 9       | 14 | Johnny Herbert        | Sauber-Ford        | 71     | +1 Ronde           | 17          |        |
| 10      | 23 | Andrea Montermini     | Forti-Ford         | 69     | +3 Rondes          | 22          |        |
| NF      | 4  | Gerhard Berger        | Benetton-Renault   | 56     | Ophanging          | 5           |        |
| NF      | 1  | Michael Schumacher    | Ferrari            | 46     | Afgebroken vleugel | 2           |        |
| NF      | 20 | Pedro Lamy            | Minardi-Ford       | 39     | Transmissie        | 19          |        |
| NF      | 19 | Mika Salo             | Tyrrell-Yamaha     | 36     | Gaspedaal          | 16          |        |
| NF      | 12 | Martin Brundle        | Jordan-Peugeot     | 34     | Botsing            | 15          |        |
| NF      | 21 | Tarso Marques         | Minardi-Ford       | 33     | Botsing            | 14          |        |
| NF      | 15 | Heinz-Harald Frentzen | Sauber-Ford        | 32     | Spin               | 11          |        |
| NF      | 10 | Pedro Diniz           | Ligier-Mugen-Honda | 29     | Brand              | 18          |        |
| NF      | 18 | Ukyo Katayama         | Tyrrell-Yamaha     | 28     | Transmissie        | 13          |        |
| NF      | 16 | Ricardo Rosset        | Arrows-Hart        | 24     | Oliepomp           | 20          |        |
| NF      | 22 | Luca Badoer           | Forti-Ford         | 24     | Botsing            | 21          |        |
| NF      | 7  | Mika Häkkinen         | McLaren-Mercedes   | 19     | Gaspedaal          | 8           |        |

## Wetenswaardigheden
- Pedro Diniz was betrokken in twee incidenten. Eerst botste hij met Luca Badoer, zijn Forti ging over de kop en landde ondersteboven in de gravel. Na een pitstop sloot de veiligheidsklep van de brandstoftank van Diniz niet meer correct waardoor zijn Ligier in brand vloog.

## Statistieken
| Pole-position | Damon Hill | Williams-Renault | 1:30.346 |
| Snelste ronde | Jean Alesi | Benetton-Renault | 1:29.413 |

1953 · 1954 · 1955 · 1956 · 1957 · 1958 · 1960 · 1971 · 1972 · 1973 · 1974 · 1975 · 1977 · 1978 · 1979 · 1980 · 1981 · 1995 · 1996 · 1997 · 1998